# Ogra
Ogra là một xã thuộc hạt Mureș, România. Dân số thời điểm năm 2002 là 2441 người.